# Týniště nad Orlicí

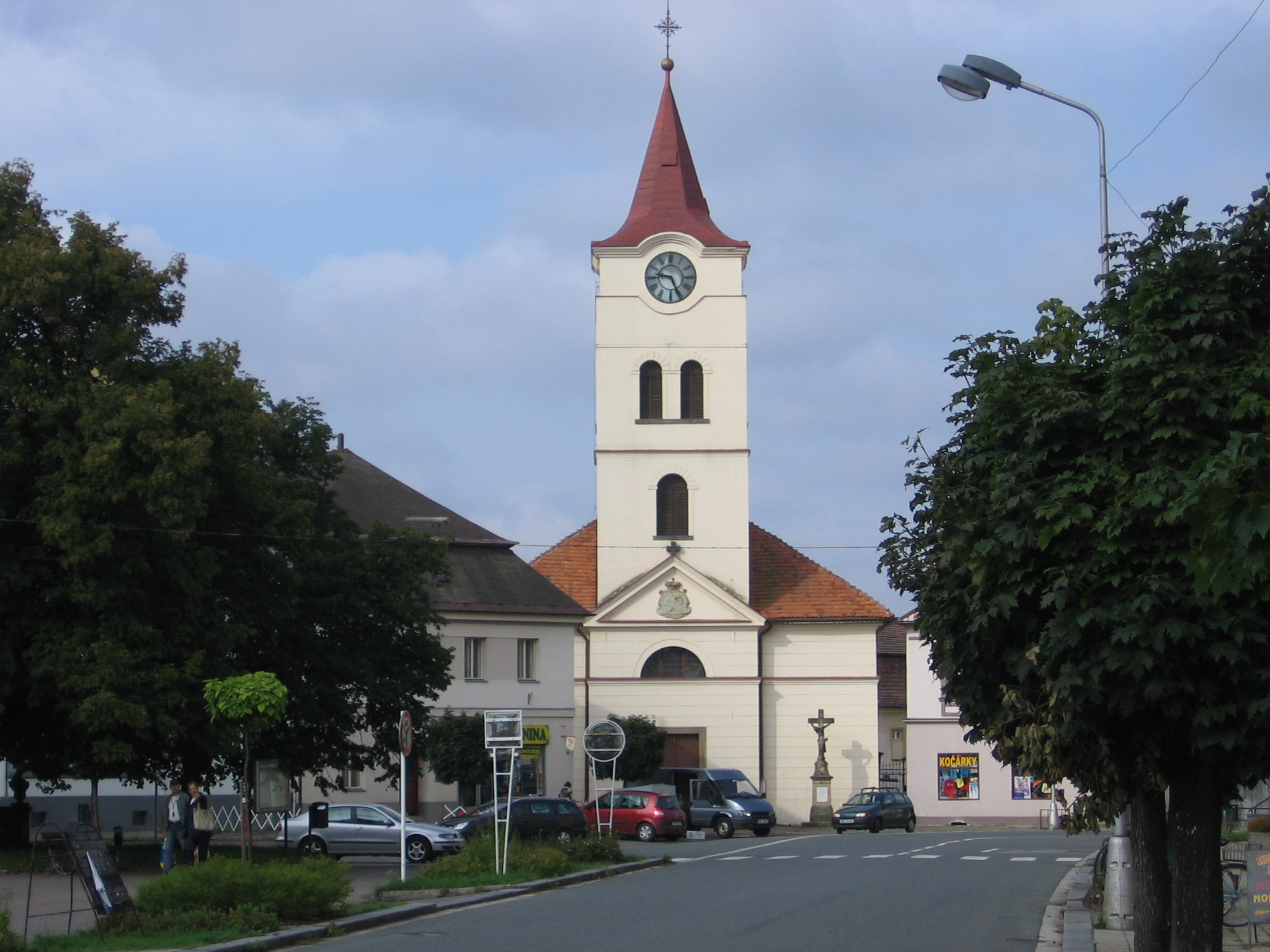
Kościół

Týniště nad Orlicí (niem. Tinischt) − miasto w Czechach, w kraju kralovohradeckim.
Według danych z 31 grudnia 2003 powierzchnia miasta wynosiła 5 245 ha, a liczba jego mieszkańców 6 342 osób.

## Linki zewnętrzne

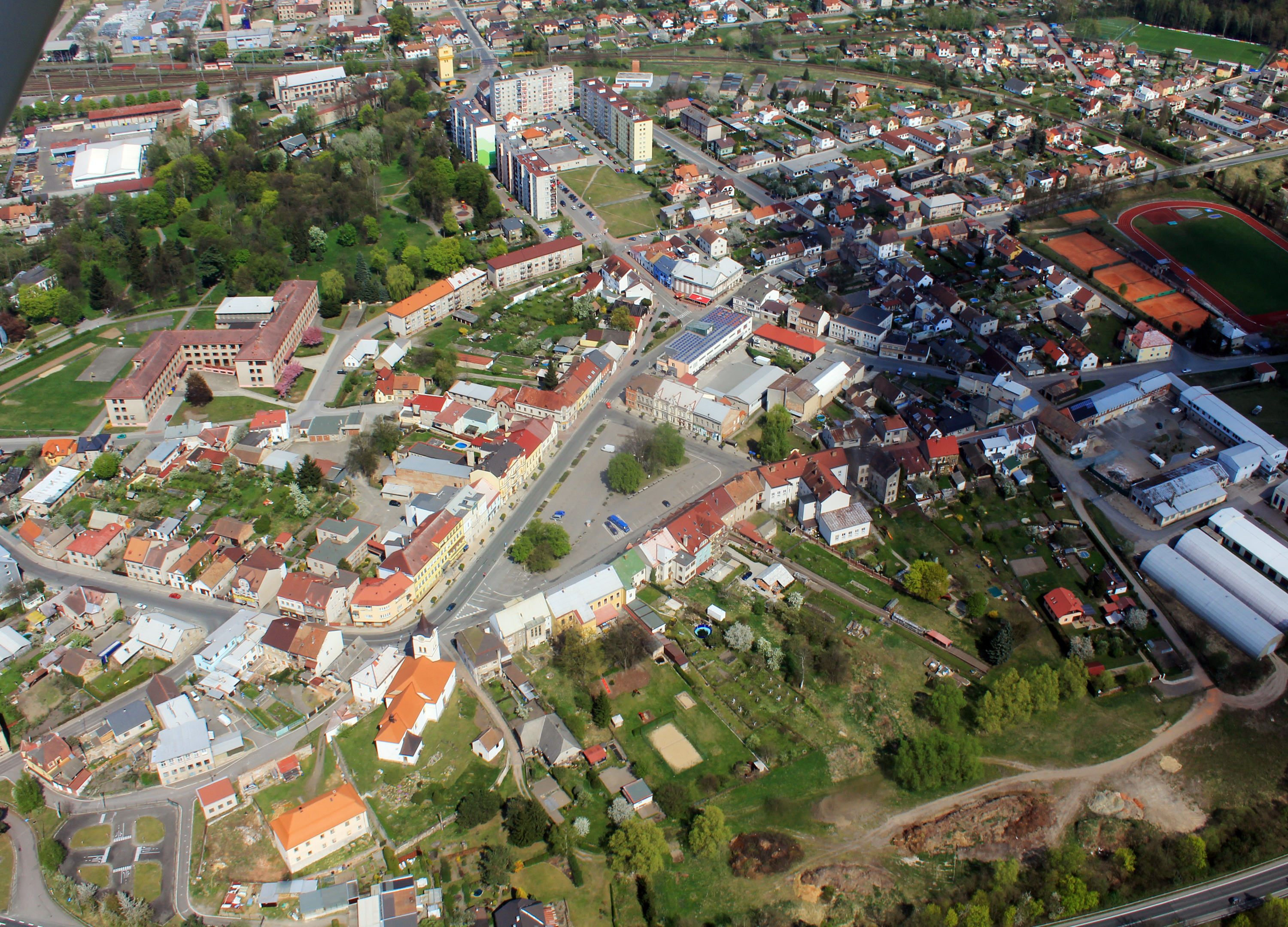
Widok z lotu ptaka

## Demografia
| Rok             | 1970  | 1980  | 1991  | 2001  | 2003  |
| --------------- | ----- | ----- | ----- | ----- | ----- |
| Liczba ludności | 6 010 | 6 606 | 6 482 | 6 286 | 6 342 |

Źródło: Czeski Urząd Statystyczny